# Het ei van oom Trotter
Het ei van oom Trotter is het eerste boek van de Vlaamse auteur Marc de Bel.
Het boek werd in 1987 uitgebracht door uitgeverij Infodok. Het verhaal wordt vervolgd in de boeken De kracht van Ajajatsoe, Het blik van de Belgica en De gouden waterduivel. Het boek werd bekroond met de Prijs van de Kinder- en Jeugdjury Vlaanderen 10 t/m 12 jaar in 1988.
Het boek werd in 2019 bewerkt tot een musical, een samenwerking tussen De Bel en TeamJacques. Deze voorstelling werd geselecteerd voor het Landjuweelfestival 2020. De muziek werd geschreven door Benjamin Lycke en het scenario door Jonas Jacques.